# Kroksund
60°4′6″N 10°17′52″Ø / 60.06833°N 10.29778°Ø
Kroksund er et sund mellem Steinsfjorden og Tyrifjorden, og en by i Hole kommune i Viken fylke i Norge. Byen havde 286 indbyggere per 1. januar 2009.

## Stedet
Kroksund ligger ved E16, vest for Sundvollen. Europavejen passerer over til Kroksund fra Sundvollen via Kroksund bru over Sundøya og Slettøya og med vejdæmninger på begge sider. Området er reguleret og bebygget med villabebyggelse.
Vådområderne omkring Kroksund indgår i Nordre Tyrifjorden våtmarkssystem, som er et ramsarområde, og er et vigtigt område for trækfugle. Vådområdene i direkte tilknytning til Kroksund har imidlertid ikke ramsarstatus.
For at bedre vandkvaliteten i Steinsfjorden, som har et sårbart og stillestående økosystem, har Statens vejvæsen lavet en reguleringsplan for at erstatte dæmningerne med broer. Planerne er budgetteret til omkring 180 millioner kroner, men Norsk Ornitologisk Forening mener at det er højst tvivlsomt om vandkvaliteten i Steinsfjorden vil blive bedret ved til det alene.